# 余鋟
余鋟（1488年—？），字文甫，浙江嚴州府遂安縣人，民籍，明朝政治人物。

## 生平
正德五年（1510年）庚午科浙江鄉試第六十六名舉人，十六年（1521年）中式辛巳科會試第一百四十七名，三甲第五十一名進士。授福建閩縣知縣，歷官兵部郎中，嘉靖十四年（1535年）二月升廣東布政司左參議，十七年正月升福建按察司副使，官至山西左布政使。

## 家族
曾祖余仕淵；祖父余孟謙；父余廷奉，母姚氏。